# 모리타 유카리
모리타 유카리(일본어: 森田 有加里, 1997년 2월 5일 ~ )는 일본의 여자 축구 선수이다.

## 구단 경력
나데시코 리그의 노지마 스텔라 가나가와 사가미하라에서 활동했다.

## 국가대표팀 경력
그녀는 2014년 FIFA U-17 여자 월드컵에 참가할 일본 U-17 국가대표팀에 발탁되었으며, 1경기에 출전, 우승. 2017년 하계 유니버시아드에도 출전, 은메달 획득에 기여했다.